# Верховная рада Украины V созыва

## Выборы
Очередные выборы в Верховную Раду состоялись 26 марта 2006 года.
В отличие от предыдущих парламентских выборов, в этот раз они проходили исключительно по партийным спискам (пропорциональная система) с 3-процентным барьером сроком на 5 лет.
Исход выборов имел большое значение для политической жизни Украины, поскольку в результате изменений в Конституцию, внесённых в ходе Оранжевой революции, с 2006 года существенная часть президентских полномочий переходила к парламенту. В частности, парламент получал право назначать премьер-министра, министров обороны и иностранных дел по представлению президента, а также по представлению премьер-министра — других членов правительства.

### Результаты
Согласно официальным результатам в Верховную Раду V созыва прошли:
- Партия регионов (186 мандатов),
- Блок Юлии Тимошенко (129),
  - 90 — от партии «Батькивщина»
  - 9 — от УСДП
  - 30 — беспартийные
- Блок партий «Наша Украина» (81),
  - 39 — от Народного союза «Наша Украина»,
  - 10 — от Народного руха Украины,
  - 3 — от «Христианско-демократического союза»,
  - 3 — от Украинской республиканской партии «Собор»
  - 3 — от Конгресса украинских националистов,
  - 8 — от Партии промышленников и предпринимателей,
  - 15 — беспартийные
- Социалистическая партия Украины (33),
- Коммунистическая партия Украины (21).

25 мая 2006 принятие присяги депутатами. 61 % депутатов были избраны в парламент впервые. Самым молодым парламентарием стал сын В. Ф. Януковича Виктор (от ПР), а самым пожилым — генерал армии Иван Герасимов (от КПУ).

## Состав
| фамилия, имя и отчество                 | портрет | партия или блок на выборах          | № в списке | примечание |
| --------------------------------------- | ------- | ----------------------------------- | ---------- | ---------- |
| Азаров, Николай Янович                  |         | Партия регионов                     | 12         |            |
| Александровская, Алла Александровна     |         | КПУ                                 | 17         |            |
| Алексеев, Игорь Викторович              |         | КПУ                                 | 14         |            |
| Андрос, Сергей Александрович            |         | Партия регионов                     | 179        |            |
| Антемюк, Анатолий Дмитриевич            |         | Партия регионов                     | 122        |            |
| Антипенко, Ирина Викторовна             |         | Партия регионов                     | 126        |            |
| Антипов, Олег Николаевич                |         | БЮТ                                 | 32         |            |
| Аржевитин, Станислав Михайлович         |         | Наша Украина — Народная самооборона | 56         |            |
| Аркаллаев, Нурулислам Гаджиевич         |         | Партия регионов                     | 72         |            |
| Артеменко, Юрий Анатолиевич             |         | Наша Украина — Народная самооборона | 55         |            |
| Ахметов, Ринат Леонидович               |         | Партия регионов                     | 7          |            |
| Бабурин, Алексей Васильевич             |         | КПУ                                 | 21         |            |
| Баграев, Николай Георгиевич             |         | БЮТ                                 | 45         |            |
| Барановский, Александр Петрович         |         | СПУ                                 | 20         |            |
| Бахтеева, Татьяна Дмитриевна            |         | Партия регионов                     | 33         |            |
| Бевзенко, Валерий Фёдорович             |         | Партия регионов                     | 60         |            |
| Билозир, Оксана Владимировна            |         | Наша Украина — Народная самооборона | 19         |            |
| Билорус, Олег Григорьевич               |         | БЮТ                                 | 11         |            |
| Белый, Алексей Петрович                 |         | Партия регионов                     | 31         |            |
| Берташ, Василий Михайлович              |         | Партия регионов                     | 155        |            |
| Беспалый, Борис Яковлевич               |         | Наша Украина — Народная самооборона | 15         |            |
| Бессмертный, Роман Петрович             |         | Наша Украина — Народная самооборона | 23         |            |
| Биба, Василий Тимофеевич                |         | Партия регионов                     | 178        |            |
| Бирюк, Лев Васильевич                   |         | БЮТ                                 | 111        |            |
| Близнюк, Анатолий Михайлович            |         | Партия регионов                     | 42         |            |
| Богатырёва, Раиса Васильевна            |         | Партия регионов                     | 6          |            |
| Богашева, Наталия Владиславовна         |         | Наша Украина — Народная самооборона | 76         |            |
| Богуслаев, Вячеслав Александрович       |         | Партия регионов                     | 5          |            |
| Боднар, Ольга Борисович                 |         | БЮТ                                 | 126        |            |
| Бойко, Владимир Семёнович               |         | СПУ                                 | 8          |            |
| Бокий, Иван Сидорович                   |         | СПУ                                 | 7          |            |
| Болдырев, Юрий Александрович            |         | Партия регионов                     | 162        |            |
| Бондаренко, Виктор Викторович           |         | Партия регионов                     | 81         |            |
| Бондаренко, Елена Анатольевна           |         | Партия регионов                     | 125        |            |
| Бондаренко, Елена Фёдоровна             |         | БЮТ                                 | 89         |            |
| Бондарчук, Иван Николаевич              |         | СПУ                                 | 21         |            |
| Бондарь, Александр Николаевич           |         | Наша Украина — Народная самооборона | 37         |            |
| Бондарь, Владимир Алексеевич            |         | Партия регионов                     | 152        |            |
| Бондык, Валерий Анатольевич             |         | Партия регионов                     | 101        |            |
| Борзых, Александр Иванович              |         | БЮТ                                 | 97         |            |
| Борисов, Валерий Дмитриевич             |         | Наша Украина — Народная самооборона | 57         |            |
| Борт, Виталий Петрович                  |         | Партия регионов                     | 105        |            |
| Борщевский, Виктор Валентинович         |         | КПУ                                 | 15         |            |
| Бронников, Владимир Константинович      |         | Партия регионов                     | 114        |            |
| Бугаец, Анатолий Александрович          |         | СПУ                                 | 19         |            |
| Буджерак, Александр Александрович       |         | БЮТ                                 | 98         |            |
| Бурлаков, Павел Николаевич              |         | Партия регионов                     | 109        |            |
| Буряк, Александр Васильевич             |         | БЮТ                                 | 69         |            |
| Буряк, Сергей Васильевич                |         | БЮТ                                 | 37         |            |
| Васадзе, Тариэл Шакрович                |         | БЮТ                                 | 41         |            |
| Васильев, Александр Андреевич           |         | Партия регионов                     | 75         |            |
| Веревский, Андрей Михайлович            |         | БЮТ                                 | 44         |            |
| Вернидубов, Иван Васильевич             |         | Партия регионов                     | 78         |            |
| Вершинина, Инга Станиславовна           |         | БЮТ                                 | 63         |            |
| Вечерко, Владимир Николаевич            |         | Партия регионов                     | 77         |            |
| Вилкул, Александр Юрьевич               |         | Партия регионов                     | 59         |            |
| Винский, Иосиф Викентьевич              |         | СПУ                                 | 6          |            |
| Витенко, Елена Андреевна                |         | БЮТ                                 | 119        |            |
| Волга, Василий Александрович            |         | СПУ                                 | 17         |            |
| Волков, Александр Анатольевич           |         | Наша Украина — Народная самооборона | 44         |            |
| Волынец, Михаил Яковлевич               |         | БЮТ                                 | 14         |            |
| Воропаев, Юрий Николаевич               |         | Партия регионов                     | 74         |            |
| Воротнюк, Игорь Борисович               |         | БЮТ                                 | 33         |            |
| Выдрин, Дмитрий Игнатьевич              |         | БЮТ                                 | 92         |            |
| Вязевский, Владимир Михайлович          |         | Наша Украина — Народная самооборона | 48         |            |
| Гармаш, Галина Фёдоровна                |         | СПУ                                 | 16         |            |
| Геллер, Евгений Борисович               |         | Партия регионов                     | 79         |            |
| Герасимов, Иван Александрович           |         | КПУ                                 | 3          |            |
| Герасимьюк, Ольга Владимировна          |         | Наша Украина — Народная самооборона | 4          |            |
| Герман, Анна Николаевна                 |         | Партия регионов                     | 106        |            |
| Гладий, Михаил Васильевич               |         | БЮТ                                 | 85         |            |
| Глусь, Степан Карлович                  |         | БЮТ                                 | 108        |            |
| Гнатенко, Лев Николаевич                |         | Наша Украина — Народная самооборона | 52         |            |
| Гнаткевич, Юрий Васильевич              |         | БЮТ                                 | 135        |            |
| Головатый, Сергей Петрович              |         | Наша Украина — Народная самооборона | 43         |            |
| Голуб, Александр Владимирович           |         | КПУ                                 | 7          |            |
| Гончаров, Михаил Александрович          |         | СПУ                                 | 15         |            |
| Горбаль, Василий Михайлович             |         | Партия регионов                     | 37         |            |
| Горбатюк, Анатолий Алексеевич           |         | Партия регионов                     | 156        |            |
| Горняк, Евгений Алексеевич              |         | Наша Украина — Народная самооборона | 30         |            |
| Горошкевич, Александр Сергеевич         |         | Наша Украина — Народная самооборона | 58         |            |
| Грач, Леонид Иванович                   |         | КПУ                                 | 19         |            |
| Григорович, Лилия Степановна            |         | Наша Украина — Народная самооборона | 10         |            |
| Грицак, Василий Николаевич              |         | Партия регионов                     | 165        |            |
| Губский, Богдан Владимирович            |         | БЮТ                                 | 27         |            |
| Гуменюк, Игорь Николаевич               |         | Партия регионов                     | 51         |            |
| Гуменюк, Олег Иванович                  |         | Наша Украина — Народная самооборона | 67         |            |
| Гуреев, Василий Николаевич              |         | Наша Украина — Народная самооборона | 36         |            |
| Гусаров, Сергей Николаевич              |         | Партия регионов                     | 160        |            |
| Давымука, Степан Антонович              |         | Наша Украина — Народная самооборона | 81         |            |
| Данилин, Николай Алексеевич             |         | СПУ                                 | 32         |            |
| Данилов, Алексей Мячеславович           |         | БЮТ                                 | 42         |            |
| Дарда, Александр Панасович              |         | Партия регионов                     | 89         |            |
| Дейч, Борис Давыдович                   |         | Партия регионов                     | 28         |            |
| Демёхин, Владимир Анатольевич           |         | Партия регионов                     | 121        |            |
| Демянко, Николай Иванович               |         | Партия регионов                     | 93         |            |
| Денисова, Людмила Леонтьевна            |         | БЮТ                                 | 115        |            |
| Деркач, Андрей Леонидович               |         | СПУ                                 | 9          |            |
| Джарты, Василий Георгиевич              |         | Партия регионов                     | 22         |            |
| Джемилев, Мустафа Абдулджемиль          |         | Наша Украина — Народная самооборона | 45         |            |
| Джига, Николай Васильевич               |         | Партия регионов                     | 56         |            |
| Добкин, Михаил Маркович                 |         | Партия регионов                     | 76         |            |
| Добряк, Евгений Дмитриевич              |         | БЮТ                                 | 136        |            |
| Довгий, Станислав Алексеевич            |         | Наша Украина — Народная самооборона | 28         |            |
| Довгий, Тарас Алексеевич                |         | Наша Украина — Народная самооборона | 64         |            |
| Дончак, Владимир Андреевич              |         | БЮТ                                 | 122        |            |
| Евтухов, Василий Иванович               |         | Партия регионов                     | 141        |            |
| Един, Александр Иосифович               |         | БЮТ                                 | 68         |            |
| Ересько, Игорь Геннадиевич              |         | БЮТ                                 | 118        |            |
| Ефремов, Александр Сергеевич            |         | Партия регионов                     | 19         |            |
| Ехануров, Юрий Иванович                 |         | Наша Украина — Народная самооборона | 1          |            |
| Жвания, Давид Важаевич                  |         | Наша Украина — Народная самооборона | 69         |            |
| Жебровский, Павел Иванович              |         | Наша Украина — Народная самооборона | 49         |            |
| Жеваго, Константин Валентинович         |         | БЮТ                                 | 62         |            |
| Жиденко, Игорь Григорьевич              |         | БЮТ                                 | 130        |            |
| Журавко, Алексей Валерьевич             |         | Партия регионов                     | 118        |            |
| Забарский, Владислав Валерьевич         |         | Партия регионов                     | 176        |            |
| Забзалюк, Роман Емельянович             |         | БЮТ                                 | 49         |            |
| Заблоцкий, Виталий Петрович             |         | Партия регионов                     | 166        |            |
| Заклунная-Мироненко, Валерия Гавриловна |         | КПУ                                 | 6          |            |
| Замковенко, Николай Иванович            |         | БЮТ                                 | 125        |            |
| Заплатинский, Владимир Михайлович       |         | Наша Украина — Народная самооборона | 60         |            |
| Засуха, Татьяна Владимировна            |         | Партия регионов                     | 117        |            |
| Зварыч, Игорь Теодорович                |         | Партия регионов                     | 174        |            |
| Зварич, Роман Михайлович                |         | Наша Украина — Народная самооборона | 26         |            |
| Звягильский, Ефим Леонидович            |         | Партия регионов                     | 9          |            |
| Зейналов, Эдуард Джангирович            |         | Наша Украина — Народная самооборона | 65         |            |
| Зимин, Евгений Игоревич                 |         | БЮТ                                 | 121        |            |
| Злочевский, Николай Владиславович       |         | Партия регионов                     | 110        |            |
| Зозуля, Руслан Петрович                 |         | БЮТ                                 | 93         |            |
| Зубанов, Владимир Александрович         |         | Партия регионов                     | 138        |            |
| Зубец, Михаил Васильевич                |         | БЮТ                                 | 59         |            |
| Зубов, Валентин Сергеевич               |         | БЮТ                                 | 19         |            |
| Зубок, Владимир Владимирович            |         | БЮТ                                 | 64         |            |
| Иванов, Владимир Михайлович             |         | Партия регионов                     | 185        |            |
| Ивченко, Алексей Григорьевич            |         | Наша Украина — Народная самооборона | 25         |            |
| Ильяшов, Григорий Алексеевич            |         | Партия регионов                     | 127        |            |
| Исаев, Леонид Алексеевич                |         | Партия регионов                     | 131        |            |
| Казак, Владимир Васильевич              |         | Партия регионов                     | 92         |            |
| Калашников, Олег Иванович               |         | Партия регионов                     | 161        |            |
| Калетник, Григорий Николаевич           |         | Партия регионов                     | 142        |            |
| Калюжный, Виталий Анатольевич           |         | Партия регионов                     | 168        |            |
| Кальниченко, Игорь Викторович           |         | Партия регионов                     | 107        |            |
| Кальченко, Валерий Михайлович           |         | БЮТ                                 | 28         |            |
| Камчатный, Валерий Григорьевич          |         | БЮТ                                 | 123        |            |
| Каракай, Юрий Васильевич                |         | Партия регионов                     | 164        |            |
| Карпачёва, Нина Ивановна                |         | Партия регионов                     | 2          |            |
| Карпук, Владимир Георгиевич             |         | Наша Украина — Народная самооборона | 73         |            |
| Катеринчук, Николай Дмитриевич          |         | Наша Украина — Народная самооборона | 8          |            |
| Келестин, Валерий Васильевич            |         | Наша Украина — Народная самооборона | 50         |            |
| Кендзёр, Ярослав Михайлович             |         | Наша Украина — Народная самооборона | 59         |            |
| Кивалов, Сергей Васильевич              |         | Партия регионов                     | 27         |            |
| Кий, Сергей Викторович                  |         | Партия регионов                     | 70         |            |
| Килинкаров, Спиридон Павлович           |         | КПУ                                 | 13         |            |
| Кинах, Анатолий Кириллович              |         | Наша Украина — Народная самооборона | 2          |            |
| Кириленко, Вячеслав Анатолиевич         |         | Наша Украина — Народная самооборона | 6          |            |
| Кириленко, Иван Григорьевич             |         | БЮТ                                 | 70         |            |
| Кирильчук, Евгений Иванович             |         | БЮТ                                 | 20         |            |
| Кириченко, Людмила Фёдоровна            |         | Партия регионов                     | 46         |            |
| Киселёв, Василий Алексеевич             |         | Партия регионов                     | 34         |            |
| Климец, Павел Анатольевич               |         | Партия регионов                     | 67         |            |
| Климов, Леонид Михайлович               |         | Партия регионов                     | 39         |            |
| Клубень, Степан Степанович              |         | СПУ                                 | 11         |            |
| Клюев, Андрей Петрович                  |         | Партия регионов                     | 14         |            |
| Клюев, Сергей Петрович                  |         | Партия регионов                     | 62         |            |
| Ключковский, Юрий Богданович            |         | Наша Украина — Народная самооборона | 16         |            |
| Князевич, Руслан Петрович               |         | Наша Украина — Народная самооборона | 9          |            |
| Ковалёва, Юлия Викторовна               |         | Партия регионов                     | 119        |            |
| Ковалевская, Юлия Сергеевна             |         | Партия регионов                     | 167        |            |
| Коваль, Вячеслав Станиславович          |         | Наша Украина — Народная самооборона | 24         |            |
| Кожара, Леонид Александрович            |         | Партия регионов                     | 139        |            |
| Кожемякин, Андрей Анатолиевич           |         | БЮТ                                 | 25         |            |
| Козаков, Игорь Владимирович             |         | Партия регионов                     | 145        |            |
| Колесников, Борис Викторович            |         | Партия регионов                     | 10         |            |
| Колесниченко, Вадим Васильевич          |         | Партия регионов                     | 180        |            |
| Колоцей, Юрий Александрович             |         | Партия регионов                     | 52         |            |
| Комар, Николай Степанович               |         | Партия регионов                     | 115        |            |
| Кондратьева, Татьяна Васильевна         |         | Партия регионов                     | 171        |            |
| Константинов, Евгений Семёнович         |         | БЮТ                                 | 124        |            |
| Корж, Виктор Петрович                   |         | Партия регионов                     | 172        |            |
| Корж, Виталий Терентьевич               |         | БЮТ                                 | 34         |            |
| Корж, Павел Петрович                    |         | Партия регионов                     | 61         |            |
| Коржев, Анатолий Леонидович             |         | Партия регионов                     | 71         |            |
| Корнейчук, Евгений Владимирович         |         | БЮТ                                 | 113        |            |
| Королевская, Наталия Юрьевна            |         | БЮТ                                 | 79         |            |
| Король, Виктор Николаевич               |         | Наша Украина — Народная самооборона | 54         |            |
| Корсаков, Алексей Яковлевич             |         | Партия регионов                     | 116        |            |
| Костенко, Павел Иванович                |         | БЮТ                                 | 72         |            |
| Костусев, Алексей Алексеевич            |         | Партия регионов                     | 29         |            |
| Кравцов, Александр Олегович             |         | Партия регионов                     | 170        |            |
| Кравченко, Николай Васильевич           |         | КПУ                                 | 11         |            |
| Кравчук, Пётр Константинович            |         | БЮТ                                 | 83         |            |
| Кроль, Игорь Иванович                   |         | Наша Украина — Народная самооборона | 71         |            |
| Круглов, Николай Петрович               |         | Партия регионов                     | 40         |            |
| Крук, Юрий Борисович                    |         | БЮТ                                 | 77         |            |
| Круць, Николай Фёдорович                |         | Наша Украина — Народная самооборона | 79         |            |
| Крючков, Дмитрий Васильевич             |         | БЮТ                                 | 71         |            |
| Кузьменко, Пётр Павлович                |         | БЮТ                                 | 100        |            |
| Кузьменко, Сергей Леонидович            |         | СПУ                                 | 31         |            |
| Куйбида, Василий Степанович             |         | Наша Украина — Народная самооборона | 17         |            |
| Кукоба, Анатолий Тихонович              |         | Партия регионов                     | 98         |            |
| Кунченко, Алексей Петрович              |         | СПУ                                 | 13         |            |
| Куренной, Владимир Константинович       |         | БЮТ                                 | 95         |            |
| Курило, Виталий Семёнович               |         | БЮТ                                 | 8          |            |
| Куровский, Иван Иванович                |         | БЮТ                                 | 65         |            |
| Курпиль, Степан Владимирович            |         | БЮТ                                 | 36         |            |
| Кучеренко, Алексей Юрьевич              |         | Наша Украина — Народная самооборона | 47         |            |
| Кушнарёв, Евгений Петрович              |         | Партия регионов                     | 11         |            |
| Лабунская, Анжелика Викторовна          |         | БЮТ                                 | 88         |            |
| Ландык, Валентин Иванович               |         | Партия регионов                     | 18         |            |
| Ландык, Владимир Иванович               |         | Партия регионов                     | 54         |            |
| Лановой, Владимир Тимофеевич            |         | Наша Украина — Народная самооборона | 39         |            |
| Лапин, Евгений Васильевич               |         | Партия регионов                     | 135        |            |
| Ларин, Сергей Николаевич                |         | Партия регионов                     | 65         |            |
| Лебедев, Павел Валентинович             |         | БЮТ                                 | 73         |            |
| Левцун, Владимир Иванович               |         | БЮТ                                 | 24         |            |
| Левченко, Екатерина Борисович           |         | Наша Украина — Народная самооборона | 35         |            |
| Ледида, Александр Александрович         |         | Партия регионов                     | 149        |            |
| Лелюк, Алексей Владимирович             |         | Партия регионов                     | 91         |            |
| Лещинский, Александр Олегович           |         | Партия регионов                     | 53         |            |
| Лисин, Николай Павлович                 |         | Партия регионов                     | 108        |            |
| Лисов, Игорь Владимирович               |         | Партия регионов                     | 97         |            |
| Литвинов, Леонид Фёдорович              |         | Партия регионов                     | 16         |            |
| Личук, Владимир Иванович                |         | Партия регионов                     | 158        |            |
| Логвиненко, Алексей Степанович          |         | БЮТ                                 | 58         |            |
| Лопушанский, Андрей Ярославович         |         | Наша Украина — Народная самооборона | 70         |            |
| Лукаш, Елена Леонидовна                 |         | Партия регионов                     | 26         |            |
| Лукашук, Олег Григорьевич               |         | БЮТ                                 | 114        |            |
| Лукошко, Александр Андреевич            |         | Партия регионов                     | 183        |            |
| Лукьяненко, Левко Григорьевич           |         | БЮТ                                 | 6          |            |
| Лукьянов, Владислав Валентинович        |         | Партия регионов                     | 133        |            |
| Лукьянчук, Руслан Валерьевич            |         | БЮТ                                 | 56         |            |
| Лыжичко, Руслана Степановна             |         | Наша Украина — Народная самооборона | 5          |            |
| Ляпина, Ксения Михайловна               |         | Наша Украина — Народная самооборона | 7          |            |
| Майборода, Сергей Федотович             |         | Партия регионов                     | 184        |            |
| Майко, Виталий Иванович                 |         | Наша Украина — Народная самооборона | 20         |            |
| Макеенко, Владимир Владимирович         |         | Партия регионов                     | 48         |            |
| Макиенко, Владимир Петрович             |         | БЮТ                                 | 76         |            |
| Луцкий, Максим Георгиевич               |         | БЮТ                                 | 48         |            |
| Малиновский, Алексей Петрович           |         | СПУ                                 | 10         |            |
| Малышев, Владимир Степанович            |         | Партия регионов                     | 64         |            |
| Мальцев, Владимир Александрович         |         | Партия регионов                     | 66         |            |
| Маньковский, Григорий Владимирович      |         | Партия регионов                     | 146        |            |
| Мармазов, Евгений Васильевич            |         | КПУ                                 | 16         |            |
| Мартынюк, Адам Иванович                 |         | КПУ                                 | 2          |            |
| Мартыненко, Николай Владимирович        |         | Наша Украина — Народная самооборона | 21         |            |
| Марущенко, Владимир Станиславович       |         | Наша Украина — Народная самооборона | 38         |            |
| Матвеев, Валентин Григорьевич           |         | КПУ                                 | 8          |            |
| Матвиенко, Анатолий Сергеевич           |         | Наша Украина — Народная самооборона | 12         |            |
| Матвиенков, Сергей Анатолиевич          |         | СПУ                                 | 25         |            |
| Матвийчук, Эдуард Леонидович            |         | Партия регионов                     | 102        |            |
| Матюха, Валерия Валерьевна              |         | Партия регионов                     | 177        |            |
| Мельник, Пётр Владимирович              |         | Партия регионов                     | 143        |            |
| Мельник, Станислав Анатольевич          |         | Партия регионов                     | 84         |            |
| Мендусь, Ярослав Петрович               |         | СПУ                                 | 18         |            |
| Мироненко, Михаил Иванович              |         | Партия регионов                     | 124        |            |
| Мирошниченко, Юрий Романович            |         | Партия регионов                     | 123        |            |
| Мищенко, Сергей Григорьевич             |         | БЮТ                                 | 57         |            |
| Мойсик, Владимир Романович              |         | Наша Украина — Народная самооборона | 46         |            |
| Момот, Сергей Васильевич                |         | Партия регионов                     | 57         |            |
| Мордовец, Леонид Михайлович             |         | СПУ                                 | 24         |            |
| Мороз, Александр Александрович          |         | СПУ                                 | 1          |            |
| Мостипан, Ульяна Николаевна             |         | БЮТ                                 | 29         |            |
| Муц, Орест Павлович                     |         | Партия регионов                     | 159        |            |
| Надоша, Олег Владимирович               |         | БЮТ                                 | 103        |            |
| Наконечный, Владимир Леонтьевич         |         | Партия регионов                     | 134        |            |
| Наливайко, Анатолий Михайлович          |         | КПУ                                 | 12         |            |
| Немиря, Григорий Михайлович             |         | БЮТ                                 | 46         |            |
| Нетецкая, Елена Анатольевна             |         | Партия регионов                     | 169        |            |
| Николаенко, Станислав Николаевич        |         | СПУ                                 | 3          |            |
| Одайнык, Николай Николаевич             |         | Наша Украина — Народная самооборона | 53         |            |
| Одарич, Сергей Олегович                 |         | БЮТ                                 | 107        |            |
| Одарченко, Юрий Витальевич              |         | БЮТ                                 | 128        |            |
| Олейник, Владимир Николаевич            |         | БЮТ                                 | 30         |            |
| Олийнык, Святослав Васильевич           |         | БЮТ                                 | 86         |            |
| Омельченко, Александр Александрович     |         | Наша Украина — Народная самооборона | 61         |            |
| Омельченко, Григорий Емельянович        |         | БЮТ                                 | 7          |            |
| Онищук, Николай Васильевич              |         | Наша Украина — Народная самооборона | 13         |            |
| Онопенко, Василий Васильевич            |         | БЮТ                                 | 4          |            |
| Оплачко, Владимир Николаевич            |         | КПУ                                 | 20         |            |
| Орлов, Андрей Викторович                |         | Партия регионов                     | 87         |            |
| Оробец, Юрий Николаевич                 |         | Наша Украина — Народная самооборона | 18         |            |
| Осыка, Сергей Григорьевич               |         | БЮТ                                 | 51         |            |
| Павленко, Эдуард Иванович               |         | Партия регионов                     | 50         |            |
| Павленко, Юрий Алексеевич               |         | Наша Украина — Народная самооборона | 22         |            |
| Панасовский, Олег Григорьевич           |         | Партия регионов                     | 120        |            |
| Парубок, Емельян Никонович              |         | КПУ                                 | 5          |            |
| Пачесюк, Сергей Никонович               |         | Партия регионов                     | 150        |            |
| Пашинский, Сергей Владимирович          |         | БЮТ                                 | 101        |            |
| Пеклушенко, Александр Николаевич        |         | Партия регионов                     | 44         |            |
| Передерий, Вячеслав Григорьевич         |         | БЮТ                                 | 102        |            |
| Петренко, Вадим Михайлович              |         | БЮТ                                 | 40         |            |
| Петров, Борис Фёдорович                 |         | Партия регионов                     | 36         |            |
| Петросов, Валерий Альбертович           |         | Партия регионов                     | 163        |            |
| Петрук, Николай Николаевич              |         | БЮТ                                 |            | 9          |
| Пехота, Владимир Юльевич                |         | Партия регионов                     | 130        |            |
| Писаренко, Валерий Владимирович         |         | БЮТ                                 | 75         |            |
| Писарчук, Пётр Иванович                 |         | Партия регионов                     | 132        |            |
| Пискун, Святослав Михайлович            |         | Партия регионов                     | 96         |            |
| Плотников, Алексей Витальевич           |         | Партия регионов                     | 113        |            |
| Поживанов, Михаил Александрович         |         | Наша Украина — Народная самооборона | 74         |            |
| Полищук, Сергей Владимирович            |         | БЮТ                                 | 117        |            |
| Полохало, Владимир Иванович             |         | БЮТ                                 | 50         |            |
| Поляков, Василий Леонидович             |         | СПУ                                 | 30         |            |
| Полянчич, Михаил Михайлович             |         | Наша Украина — Народная самооборона | 42         |            |
| Поляченко, Владимир Аврумович           |         | Наша Украина — Народная самооборона | 32         |            |
| Пономаренко, Георгий Григорьевич        |         | КПУ                                 | 18         |            |
| Попеску, Иван Васильевич                |         | Партия регионов                     | 173        |            |
| Порошенко, Пётр Алексеевич              |         | Наша Украина — Народная самооборона | 33         |            |
| Портнов, Андрей Владимирович            |         | БЮТ                                 | 66         |            |
| Потапов, Василий Иванович               |         | Партия регионов                     | 30         |            |
| Потимков, Сергей Юрьевич                |         | БЮТ                                 | 109        |            |
| Прасолов, Игорь Николаевич              |         | Партия регионов                     | 43         |            |
| Пригодский, Антон Викентьевич           |         | Партия регионов                     | 21         |            |
| Присяжнюк, Николай Владимирович         |         | Партия регионов                     | 99         |            |
| Притыка, Дмитрий Никитович              |         | Партия регионов                     | 68         |            |
| Прокопенко, Виктор Евгеньевич           |         | Партия регионов                     | 45         |            |
| Прокопович, Наталия Владимировна        |         | Наша Украина — Народная самооборона | 27         |            |
| Прутник, Эдуард Анатольевич             |         | Партия регионов                     | 55         |            |
| Пшонка, Артём Викторович                |         | Партия регионов                     | 128        |            |
| Радзиевский, Алексей Васильевич         |         | Партия регионов                     | 157        |            |
| Радковский, Олег Владимирович           |         | БЮТ                                 | 110        |            |
| Радовец, Арнольд Анатольевич            |         | БЮТ                                 | 131        |            |
| Романова, Наталия Андреевна             |         | БЮТ                                 | 137        |            |
| Романюк, Николай Прокопьевич            |         | Партия регионов                     | 148        |            |
| Рудьковский, Николай Николаевич         |         | СПУ                                 | 14         |            |
| Ружицкий, Антон Матвеевич               |         | Наша Украина — Народная самооборона | 63         |            |
| Рыбак, Владимир Васильевич              |         | Партия регионов                     | 13         |            |
| Рыбаков, Игорь Александрович            |         | БЮТ                                 | 78         |            |
| Рымарук, Александр Иванович             |         | Партия регионов                     | 111        |            |
| Рябека, Александр Григорьевич           |         | БЮТ                                 | 127        |            |
| Савчук, Александр Владимирович          |         | Партия регионов                     | 32         |            |
| Садовый, Николай Ильич                  |         | СПУ                                 | 23         |            |
| Саламатин, Дмитрий Альбертович          |         | Партия регионов                     | 88         |            |
| Салыгин, Василий Викторович             |         | Партия регионов                     | 151        |            |
| Самойленко, Юрий Павлович               |         | Партия регионов                     | 58         |            |
| Самойлик, Екатерина Семёновна           |         | КПУ                                 | 4          |            |
| Самофалов, Геннадий Григорьевич         |         | Партия регионов                     | 100        |            |
| Сандлер, Дмитрий Михайлович             |         | Партия регионов                     | 82         |            |
| Сапожник, Виктор Дмитриевич             |         | БЮТ                                 | 31         |            |
| Саратов, Валерий Владимирович           |         | Партия регионов                     | 104        |            |
| Сас, Сергей Владимирович                |         | БЮТ                                 | 17         |            |
| Сафиуллин, Равиль Сафович               |         | Партия регионов                     | 41         |            |
| Святаш, Дмитрий Владимирович            |         | Партия регионов                     | 63         |            |
| Селиваров, Андрей Борисович             |         | Партия регионов                     | 83         |            |
| Семенюк, Валентина Петровна             |         | СПУ                                 | 2          |            |
| Семинога, Анатолий Иванович             |         | БЮТ                                 | 15         |            |
| Сенченко, Андрей Виленович              |         | БЮТ                                 | 81         |            |
| Сербин, Юрий Сергеевич                  |         | БЮТ                                 | 96         |            |
| Сивкович, Владимир Леонидович           |         | Партия регионов                     | 80         |            |
| Сивульский, Николай Иванович            |         | БЮТ                                 | 99         |            |
| Сигал, Евгений Яковлевич                |         | БЮТ                                 | 47         |            |
| Сильченко, Василий Андреевич            |         | СПУ                                 | 22         |            |
| Симоненко, Пётр Николаевич              |         | КПУ                                 | 1          |            |
| Синица, Артём Николаевич                |         | Партия регионов                     | 136        |            |
| Синченко, Сергей Григорьевич            |         | БЮТ                                 | 106        |            |
| Скибинецкий, Александр Матвеевич        |         | БЮТ                                 | 61         |            |
| Скубашевский, Станислав Валериан        |         | Партия регионов                     | 95         |            |
| Скубенко, Владимир Петрович             |         | БЮТ                                 | 104        |            |
| Скударь, Георгий Маркович               |         | Партия регионов                     | 3          |            |
| Слаута, Виктор Андреевич                |         | Партия регионов                     | 86         |            |
| Слободянюк, Владимир Иосифович          |         | Партия регионов                     | 154        |            |
| Смирнов, Андрей Юрьевич                 |         | Партия регионов                     | 182        |            |
| Смитюх, Григорий Евдокимович            |         | Партия регионов                     | 94         |            |
| Сокирко, Николай Васильевич             |         | Наша Украина — Народная самооборона | 75         |            |
| Сподаренко, Иван Васильевич             |         | СПУ                                 | 4          |            |
| Стасив, Любовь Владимировна             |         | БЮТ                                 | 112        |            |
| Степанов, Геннадий Сергеевич            |         | Наша Украина — Народная самооборона | 68         |            |
| Стоян, Александр Николаевич             |         | Партия регионов                     | 23         |            |
| Стретович, Владимир Николаевич          |         | Наша Украина — Народная самооборона | 11         |            |
| Сулковский, Павел Игнатьевич            |         | Партия регионов                     | 47         |            |
| Суслов, Евгений Иванович                |         | БЮТ                                 | 10         |            |
| Сухой, Ярослав Михайлович               |         | Партия регионов                     | 69         |            |
| Сушкевич, Валерий Михайлович            |         | БЮТ                                 | 39         |            |
| Табачник, Яков Пиневич                  |         | Партия регионов                     | 20         |            |
| Танюк, Леонид Степанович                |         | Наша Украина — Народная самооборона | 14         |            |
| Таран, Виктор Васильевич                |         | БЮТ                                 | 18         |            |
| Тарасов, Владимир Владимирович          |         | СПУ                                 | 27         |            |
| Тарасюк, Борис Иванович                 |         | Наша Украина — Народная самооборона | 3          |            |
| Тедеев, Эльбрус Сосланович              |         | Партия регионов                     | 103        |            |
| Терёхин, Сергей Анатольевич             |         | БЮТ                                 | 16         |            |
| Тимошенко, Юлия Владимировна            |         | БЮТ                                 | 1          |            |
| Тихонов, Виктор Николаевич              |         | Партия регионов                     | 8          |            |
| Ткаченко, Александр Николаевич          |         | КПУ                                 | 9          |            |
| Ткаченко, Владимир Владимирович         |         | БЮТ                                 | 90         |            |
| Толстенко, Владимир Леонидович          |         | БЮТ                                 | 80         |            |
| Томенко, Николай Владимирович           |         | БЮТ                                 | 3          |            |
| Тополов, Виктор Семёнович               |         | Наша Украина — Народная самооборона | 77         |            |
| Третьяков, Александр Юрьевич            |         | Наша Украина — Народная самооборона | 41         |            |
| Трындюк, Юрий Григорьевич               |         | БЮТ                                 | 84         |            |
| Тулуб, Сергей Борисович                 |         | Партия регионов                     | 49         |            |
| Турманов, Виктор Иванович               |         | Партия регионов                     | 25         |            |
| Турчинов, Александр Валентинович        |         | БЮТ                                 | 2          |            |
| Удовенко, Геннадий Иосифович            |         | Наша Украина — Народная самооборона | 31         |            |
| Федорчук, Ярослав Петрович              |         | БЮТ                                 | 12         |            |
| Федун, Алексей Леонидович               |         | Наша Украина — Народная самооборона | 66         |            |
| Фельдман, Александр Борисович           |         | БЮТ                                 | 43         |            |
| Фесенко, Леонид Иванович                |         | Партия регионов                     | 137        |            |
| Филиндаш, Евгений Васильевич            |         | СПУ                                 | 29         |            |
| Хара, Василий Георгиевич                |         | Партия регионов                     | 24         |            |
| Хмельницкий, Василий Иванович           |         | БЮТ                                 | 60         |            |
| Хомутынник, Виталий Юрьевич             |         | Партия регионов                     | 15         |            |
| Цапюк, Степан Кириллович                |         | Партия регионов                     | 147        |            |
| Царёв, Олег Анатольевич                 |         | Партия регионов                     | 35         |            |
| Цибульчик, Анатолий Борисович           |         | БЮТ                                 | 142        |            |
| Цушко, Василий Петрович                 |         | СПУ                                 | 12         |            |
| Цыбенко, Пётр Степанович                |         | КПУ                                 | 10         |            |
| Цюрко, Пётр Иванович                    |         | Партия регионов                     | 186        |            |
| Червонопиский, Сергей Васильевич        |         | СПУ                                 | 5          |            |
| Черновецкий, Леонид Михайлович          |         | Наша Украина — Народная самооборона | 29         |            |
| Черновол, Тарас Вячеславович            |         | Партия регионов                     | 4          |            |
| Черноволенко, Александр Виленович       |         | Наша Украина — Народная самооборона | 51         |            |
| Черноморов, Александр Николаевич        |         | Партия регионов                     | 144        |            |
| Чертков, Юрий Дмитриевич                |         | Партия регионов                     | 85         |            |
| Чечетов, Михаил Васильевич              |         | Партия регионов                     | 112        |            |
| Чичков, Валерий Михайлович              |         | БЮТ                                 | 23         |            |
| Чмырь, Сергей Михайлович                |         | СПУ                                 | 33         |            |
| Чмырь, Юрий Павлович                    |         | Партия регионов                     | 181        |            |
| Чубаров, Рефат Абдурахманович           |         | Наша Украина — Народная самооборона | 72         |            |
| Чудновский, Виталий Олегович            |         | БЮТ                                 | 105        |            |
| Чукмасов, Сергей Александрович          |         | СПУ                                 | 26         |            |
| Шаго, Евгений Петрович                  |         | БЮТ                                 | 94         |            |
| Шаманов, Валерий Викторович             |         | БЮТ                                 | 91         |            |
| Шевченко, Андрей Витальевич             |         | БЮТ                                 | 5          |            |
| Шевченко, Владимир Иванович[уточнить]   |         | БЮТ                                 | 139        |            |
| Шевчук, Сергей Владимирович             |         | БЮТ                                 | 21         |            |
| Шелестов, Александр Николаевич          |         | Партия регионов                     | 175        |            |
| Шенцев, Дмитрий Алексеевич              |         | Партия регионов                     | 129        |            |
| Шепелев, Александр Александрович        |         | БЮТ                                 | 55         |            |
| Шибко, Виталий Яковлевич                |         | СПУ                                 | 28         |            |
| Шишкина, Зоя Леонидовна                 |         | БЮТ                                 | 82         |            |
| Шкиль, Андрей Васильевич                |         | БЮТ                                 | 13         |            |
| Шкиря, Игорь Николаевич                 |         | Партия регионов                     | 38         |            |
| Шкрибляк, Анатолий Васильевич           |         | Наша Украина — Народная самооборона | 78         |            |
| Шкутяк, Зиновий Васильевич              |         | Наша Украина — Народная самооборона | 80         |            |
| Шлемко, Дмитрий Васильевич              |         | БЮТ                                 | 35         |            |
| Шовкошитний, Владимир Фёдорович         |         | БЮТ                                 | 134        |            |
| Шпиг, Фёдор Иванович                    |         | Наша Украина — Народная самооборона | 34         |            |
| Шустик, Елена Юрьевна                   |         | БЮТ                                 | 132        |            |
| Щербань, Артем Владимирович             |         | Партия регионов                     | 140        |            |
| Ющенко, Пётр Андреевич                  |         | Наша Украина — Народная самооборона | 40         |            |
| Яворивский, Владимир Александрович      |         | БЮТ                                 | 22         |            |
| Ядуха, Василий Степанович               |         | Партия регионов                     | 153        |            |
| Яковина, Николай Михайлович             |         | Наша Украина — Народная самооборона | 62         |            |
| Янковский, Николай Андреевич            |         | Партия регионов                     | 17         |            |
| Янукович, Виктор Викторович             |         | Партия регионов                     | 90         |            |
| Янукович, Виктор Фёдорович              |         | Партия регионов                     | 1          |            |
| Ярощук, Владимир Иванович               |         | Партия регионов                     | 73         |            |

## Формирование правящей коалиции
На создание правящей коалиции по результатам парламентских выборов потребовалось три месяца. 22 июня 2006 было официально объявлено о результатах переговоров трёх политических сил, вошедших в коалицию, и распределении между ними ключевых постов. В так называемую «Оранжевую» коалицию вошли БЮТ, Блок партий «Наша Украина» и СПУ.
Партия регионов и Коммунистическая партия Украины после оглашения коалиционного соглашения объявили об уходе в «жёсткую оппозицию».
Однако уже 7 июля 2006 руководитель СПУ Александр Мороз, избранный при поддержке Партии регионов и КПУ председателем Верховной Рады, объявил о выходе из коалиционного соглашения и вступлении в «антикризисную» коалицию (Партия регионов, Социалистическая партия Украины и Коммунистическая партия Украины).
«Антикризисная» коалиция выдвинула кандидатуру Виктора Януковича на пост премьер-министра. Виктор Ющенко утвердил эту кандидатуру, но призвал к формированию так называемой широкой коалиции с участием «Нашей Украины». Александр Мороз и Виктор Янукович были избраны сопредседателями «антикризисной коалиции» (впоследствии именовавшейся также «Коалицией национального единства»).
В течение августа — сентября 2006 «Наша Украина» вела переговоры об участии в широкой правительственной коалиции. Она требовала, чтобы за основу нового коалиционного соглашения были взяты положения Универсала национального единства, а также чтобы президент, премьер-министр и председатель Верховной Рады заверили мировое сообщество в неизменности внешнеполитического курса Украины и стремлении страны стать членом НАТО.
Эти переговоры, однако, не привели к соглашению, и 17 октября лидер парламентской фракции «Наша Украина» Роман Бессмертный окончательно заявил, что НСНУ переходит в оппозицию к действующему правительству Виктора Януковича и широкой правительственной коалиции и отзывает своих министров из правительства.

## Комитеты
18 июля 2006 принято Постановление об избрании должностных лиц комитетов и специальной контрольной комиссии по вопросам приватизации.
За постановление проголосовали 285 депутатов из 415, зарегистрировавшихся в зале, в том числе полностью фракции Партии регионов (186) и КПУ (21), а также 45 членов фракции «Наша Украина», 32 — СПУ и 1 — Блока Юлии Тимошенко (БЮТ).
Распределение:
- Партия регионов — 8 комитетов:
  - по вопросам правовой политики (Евгений Кушнарёв умер 17 января 2007),
  - по вопросам правосудия (Сергей Кивалов),
  - по вопросам государственного строительства, региональной политики и местного самоуправления (Владимир Рыбак),
  - по вопросам борьбы с оргпреступностью и коррупцией (Николай Джига),
  - по вопросам регламента, депутатской этики и обеспечения деятельности Верховной Рады (Александр Ефремов),
  - по вопросам бюджета (глава — Николай Азаров),
  - по вопросам транспорта и связи (Антон Пригодский),
  - по вопросам здравоохранения (Татьяна Бахтеева).
- Социалистическая партия Украины — 3 комитета:
  - по иностранным делам (Виталий Шибко),
  - по вопросам промышленной и регуляторной политики и предпринимательству (Сергей Матвиенков),
  - по вопросам социальной политики и труда (Иван Бондарчук).
- Коммунистическая партия Украины — 3 комитета:
  - по вопросам прав человека, нацменьшинств и межнациональных отношений (Леонид Грач),
  - по вопросам науки и образования (Екатерина Самойлик),
  - по делам пенсионеров, ветеранов и инвалидов (Пётр Цибенко).
- Блок Юлии Тимошенко:
  - по вопросам экологической политики, природопользования и ликвидации последствий Чернобыльской катастрофы (Валерий Кальченко),
  - по вопросам семьи, молодежной политики, спорта и туризма (Николай Томенко),
  - по вопросам свободы слова и информации (Андрей Шевченко),
  - по вопросам строительства, градостроительства и ЖКХ (Юрий Сербин),
  - по вопросам аграрной политики и земельных отношений (Михаил Гладий),
  - по вопросам культуры и духовности (Владимир Яворивский).
  - специальная контрольная комиссия по вопросам приватизации (Андрей Кожемякин)
- Народный союз «Наша Украина»:
  - по вопросам экономической политики (Владимир Заплатинский),
  - по вопросам европейской интеграции (Борис Тарасюк),
  - по вопросам ТЭК, ядерной политики и ядерной безопасности (Николай Мартыненко),
  - по вопросам законодательного обеспечения правоохранительной деятельности (Владимир Стретович),
  - по вопросам национальной безопасности и обороны (Анатолий Кинах),
  - по вопросам финансов и банковской деятельности (Пётр Порошенко).

## Закон «О Кабинете министров»
Согласно новой редакции конституции Украины, вступившей в силу 1 января 2006 года, парламентская коалиция формирует правительство и предлагает президенту кандидатуру премьер-министра. Верховная Рада назначает министров обороны, министра внутренних дел, министра иностранных дел — по представлению президента, а остальных членов кабинета министров — по представлению премьер-министра.
12 января 2007 депутаты «антикризисной коалиции» и оппозиционной фракции БЮТ смогли преодолеть вето президента на закон «О Кабинете министров» и приняли в первом чтении закон «О парламентской оппозиции». 11 января президент вернул в парламент принятый 21 декабря закон «О Кабинете министров», некоторые положения которого, по мнению Виктора Ющенко, «искажают суть и содержание Конституции Украины».
Вступление в силу закона «О Кабинете министров» приведёт к тому, что президент окончательно утратит влияние на действия органов исполнительной власти, что будет означать переход Украины от парламентско-президентской к парламентской форме государственного управления.
Согласно закону, именно правительство формирует внутреннюю и внешнюю политику Украины, а президенту отводятся представительские функции. Президент лишается возможности влиять на кадровую политику в государстве, в частности, на назначение премьер-министра. Согласно закону, парламент вправе самостоятельно назначить главу правительства, если президент в течение 15 дней после того, как парламентская коалиция предложит ему кандидатуру на пост премьер-министра, не вынесет её на рассмотрение парламента.
Полномочия кабинета министров теперь начинают действовать уже после принятия присяги двумя третями его членов.
За президентом остаётся право вносить в парламент кандидатуры министров обороны и иностранных дел, но делать это он должен на основании предложений депутатов. Верховная Рада получает право самостоятельно назначать этих министров, если новые кандидатуры не предложены президентом в течение 15 дней с момента отставки их предшественников.
Указы президента теперь требуют подписи премьер-министра и профильного министра. Если они считают невозможным подписать акт президента, им достаточно вернуть его главе государства с сопроводительным письмом. Увольнение любого министра возможно по представлению премьер-министра, а не президента.
Программа правительства будет приниматься постановлением Верховной Рады. Это означает, что президент теряет возможность влиять на разработку, утверждение и выполнение программы деятельности правительства.
Согласно закону, правительству становятся подотчётны председатели областных государственных администраций. Кабмин получает право отменять любые их распоряжения.
Сторонники президента расценили принятие закона «О Кабинете министров» как «антиконституционный переворот» и «узурпацию власти антикризисной коалицией».
Виктор Янукович, со своей стороны, назвал утверждение закона «выдающимся событием», заявив: «Впервые за 15 лет независимой Украины кабинет министров получил свои законные права».
Тем временем юристы Секретариата президента (СП) Украины нашли основание для повторного вето президента — они указали, что к моменту преодоления президентского вето из закона был изъят пункт о порядке назначения первых заместителей и заместителей руководителей органов центральной исполнительной власти, что формально означает, что Верховная Рада преодолела вето не на тот закон, который она утвердила в декабре.
Александр Мороз попытался убедить СП в том, что произошла «техническая ошибка». Представители правящей коалиции сочли повторное вето президента незаконным и призвали Мороза подписать закон 23 января и ввести его в действие с 24 января.
23 января Янукович и Ющенко снова договорились найти компромиссный вариант документа, отложив этот вопрос до февраля. Однако 24 января Ющенко потребовал, чтобы Верховная Рада вновь рассмотрела законопроект и его поправки, касающиеся принципиальных положений, которые не позволяют сократить его полномочия. Янукович выдвинул встречное условие — он попросил Ющенко вначале подписать закон, а поправки вносить уже в действующий документ.

## Политический кризис и роспуск парламента
К весне 2007 года противостояние между президентом Виктором Ющенко и правительственным большинством Верховной Рады (Партия регионов — Социалистическая партия Украины — Коммунистическая партия Украины) достигло кульминации.
22-23 марта 2007 пять депутатов от Блока Юлии Тимошенко и шесть от «Нашей Украины» перешли в правящую коалицию, после чего её численность достигла 258 депутатов (из 450).
29 марта президент Виктор Ющенко заявил, что переход депутатов из фракции во фракцию не конституционен, поскольку не соответствует волеизъявлению избирателей: «В Верховной Раде нагло и откровенно развернулась кампания по организации перехода отдельных депутатов в действующую коалицию, вопреки национальному законодательству». Виктор Ющенко также обвинил правящую коалицию в том, что она «приняла нелегитимный закон о кабинете министров, который ставит правительство вне пределов закона».
2 апреля 2007 года президент подписал указ «О досрочном прекращении полномочий Верховной Рады» и назначил внеочередные выборы народных депутатов на 27 мая. Кабинету министров было поручено обеспечить финансирование выборов, а Центризбиркому — их проведение.
Верховная Рада отказалась признать законность этого указа, а правительство — выделять средства на проведение досрочных выборов. 3 апреля представители коалиции оспорили указ президента в Конституционном суде. 5 апреля дело было принято к неотложному рассмотрению, однако слушания начались лишь 17 апреля.
На стороне президента выступила объединённая оппозиция, в которую вошли три основных политических силы — Блок Юлии Тимошенко, блок политических партий «Наша Украина» и общественное движение «Народная самооборона» Юрия Луценко.
В конце мая Виктор Янукович и Виктор Ющенко достигли договорённости о проведении внеочередных парламентских выборов, которые состоялись 30 сентября 2007 года.
С целью предоставления Президенту юридических оснований для назначения досрочных выборов 162 депутата от НУ и БЮТ добровольно покинули свои фракции, что, согласно Конституции, привело к их утрате своих мандатов. Также были исключены из партийных списков все «резервные» депутаты. В результате состав Рады снизился до 288 депутатов, что менее 2/3 от конституционного состава, требуемого для полномочности украинского парламента как единого законодательного органа. По прошествии 30 дней «недееспособности» парламента Президент получил конституционное право на его роспуск.
23 ноября 2007 принятие присяги депутатами Верховной Рады VI созыва.

## Фракции
/данные о составе фракций представлены на момент выборов 2006 года/

### Партия регионов
Фракция Партии регионов насчитывала 186 депутатов (56 из них были депутатами и ВР IV созыва):
1. Янукович, Виктор Федорович
2. Карпачева, Нина Ивановна
3. Скударь, Георгий Маркович
4. Чорновил, Тарас Вячеславович
5. Богуслаев, Вячеслав Александрович
6. Богатырёва, Раиса Васильевна
7. Ахметов, Ринат Леонидович
8. Тихонов, Виктор Николаевич
9. Звягильский, Ефим Леонидович
10. Колесников, Борис Викторович
11. Кушнарёв, Евгений Петрович (погиб в 2007)
12. Азаров, Николай Янович
13. Рыбак Владимир Васильевич
14. Клюев Андрей Петрович
15. Хомутынник Виталий Юрьевич
16. Литвинов Леонид Федорович
17. Янковский Николай Андреевич
18. Ландык Валентин Иванович
19. Ефремов Александр Сергеевич
20. Табачник Яков Пиневич
21. Пригодский Антон Викентьевич
22. Джарты Василий Георгиевич
23. Стоян Александр Николаевич
24. Хара Василий Георгиевич
25. Турманов Виктор Иванович
26. Лукаш, Елена Леонидовна
27. Кивалов Сергей Васильевич
28. Дейч Борис Давидович
29. Костусев Алексей Алексеевич
30. Потапов Василий Иванович
31. Белый Алексей Петрович
32. Савчук Александр Владимирович
33. Бахтеева Татьяна Дмитриевна
34. Киселёв Василий Алексеевич
35. Царёв Олег Анатолиевич
36. Петров Борис Федорович
37. Горбаль Василий Михайлович
38. Шкиря Игорь Николаевич
39. Климов Леонид Михайлович
40. Круглов Николай Петрович
41. Сафиуллин Равиль Сафович
42. Близнюк Анатолий Михайлович
43. Прасолов Игорь Николаевич
44. Пеклушенко Александр Николаевич
45. Прокопенко Виктор Евгеньевич
46. Кириченко Людмила Федоровна
47. Сулковский Павел Игнатьевич
48. Макеенко Владимир Владимирович
49. Тулуб Сергей Борисович
50. Павленко Эдуард Иванович
51. Гуменюк Игорь Николаевич
52. Колоцей Юрий Александрович
53. Лещинский Александр Олегович
54. Ландык Владимир Иванович
55. Прутник Эдуард Анатолиевич
56. Джига Николай Васильевич
57. Момот Сергей Васильевич
58. Самойленко Юрий Павлович
59. Вилкул Александр Юрьевич
60. Бевзенко Валерий Федорович
61. Корж Павел Петрович
62. Клюев Сергей Петрович
63. Святаш Дмитрий Владимирович
64. Малышев Владимир Степанович
65. Ларин Сергей Николаевич
66. Мальцев Владимир Александрович
67. Климец Павел Анатолиевич
68. Притыка Дмитрий Никитович
69. Сухой Ярослав Михайлович
70. Кий Сергей Викторович
71. Коржев Анатолий Леонидович
72. Аркаллаев Нурулислам Гаджиевич
73. Ярощук Владимир Иванович
74. Воропаев Юрий Николаевич
75. Васильев Александр Андреевич[укр.]
76. Добкин, Михаил Маркович
77. Вечерко Владимир Николаевич
78. Вернидубов Иван Васильевич
79. Геллер Евгений Борисович
80. Сивкович Владимир Леонидович
81. Бондаренко Виктор Викторович
82. Сандлер Дмитрий Михайлович
83. Селиваров Андрей Борисович
84. Мельник Станислав Анатольевич
85. Чертков Юрий Дмитриевич
86. Слаута Виктор Андреевич
87. Орлов Андрей Викторович
88. Саламатин Дмитрий Альбертович
89. Дарда Александр Панасович
90. Янукович Виктор Викторович
91. Лелюк Алексей Владимирович
92. Казак Владимир Васильевич
93. Демянко Николай Иванович
94. Смитюх Григорий Евдокимович
95. Скубашевский Станислав Валериан
96. Пискун Святослав Михайлович
97. Лисов Игорь Владимирович
98. Кукоба Анатолий Тихонович
99. Присяжнюк Николай Владимирович
100. Самофалов Геннадий Григорьевич
101. Бондык Валерий Анатолиевич
102. Матвийчук Эдуард Леонидович
103. Тедеев Эльбрус Сосланович
104. Саратов Валерий Владимирович
105. Борт Виталий Петрович
106. Герман Анна Николаевна
107. Кальниченко Игорь Викторович
108. Лисин Николай Павлович
109. Бурлаков Павел Николаевич
110. Злочевский Николай Владиславович
111. Рымарук Александр Иванович
112. Чечетов Михаил Васильевич
113. Плотников Алексей Витальевич
114. Бронников Владимир Константинович
115. Комар Николай Степанович
116. Корсаков Алексей Яковлевич
117. Засуха Татьяна Владимировна
118. Журавко Алексей Валериевич
119. Ковалева Юлия Викторовна
120. Панасовский Олег Григорьевич
121. Демехин Владимир Анатолиевич
122. Антемюк Анатолий Дмитриевич
123. Мирошниченко Юрий Романович
124. Мироненко Михаил Иванович
125. Бондаренко Елена Анатолиевна
126. Антипенко Ирина Викторовна
127. Ильяшов Григорий Алексеевич
128. Пшонка Артем Викторович
129. Шенцев Дмитрий Алексеевич
130. Пехота Владимир Юльевич
131. Исаев Леонид Алексеевич
132. Писарчук Пётр Иванович
133. Лукьянов Владислав Валентинович
134. Наконечный Владимир Леонтьевич
135. Лапин Евгений Васильевич
136. Синица Артем Николаевич
137. Фесенко Леонид Иванович
138. Зубанов Владимир Александрович
139. Кожара Леонид Александрович
140. Щербань Артем Владимирович
141. Евтухов Василий Иванович
142. Калетник Григорий Николаевич
143. Мельник Петр Владимирович
144. Черноморов, Александр Николаевич
145. Козаков Игорь Владимирович
146. Маньковский Григорий Владимирович
147. Цапюк Степан Кириллович
148. Романюк Николай Прокопьевич
149. Ледида Александр Александрович
150. Пачесюк Сергей Никонович
151. Салыгин Василий Викторович
152. Бондарь Владимир Алексеевич
153. Ядуха Василий Степанович
154. Слободянюк Владимир Иосифович
155. Берташ Василий Михайлович
156. Горбатюк Анатолий Алексеевич
157. Радзиевский Алексей Васильевич
158. Личук Владимир Иванович
159. Муц Орест Павлович
160. Гусаров Сергей Николаевич
161. Калашников Олег Иванович
162. Болдырев Юрий Александрович
163. Петросов Валерий Альбертович
164. Каракай Юрий Васильевич
165. Грицак Василий Николаевич
166. Заблоцкий Виталий Петрович
167. Ковалевская Юлия Сергеевна
168. Калюжный Виталий Анатольевич
169. Нетецкая Елена Анатольевна
170. Кравцов Александр Олегович
171. Кондратьева Татьяна Васильевна
172. Корж Виктор Петрович
173. Попеску Иван Васильевич
174. Зварыч Игорь Теодорович
175. Шелестов Александр Николаевич
176. Забарский Владислав Валериевич
177. Матюха Валерия Валериевна
178. Биба Василий Тимофеевич
179. Андрос Сергей Александрович
180. Колесниченко Вадим Васильевич
181. Чмырь Юрий Павлович
182. Смирнов Андрей Юрьевич
183. Лукошко Александр Андреевич
184. Майборода Сергей Федотович
185. Иванов Владимир Михайлович
186. Цюрко Петр Иванович

### Блок Юлии Тимошенко
Фракция БЮТ насчитывала 129 депутатов (44 из них были депутатами и ВР IV созыва):
1. Тимошенко Юлия Владимировна
2. Турчинов Александр Валентинович
3. Томенко Николай Владимирович
4. Онопенко Василий Васильевич
5. Шевченко Андрей Витальевич
6. Лукьяненко Левко Григорьевич
7. Омельченко Григорий Емельянович
8. Курило Виталий Семёнович
9. Петрук Николай Николаевич
10. Суслов Евгений Иванович
11. Билорус Олег Григорьевич
12. Федорчук Ярослав Петрович
13. Шкиль Андрей Васильевич
14. Волынец Михаил Яковлевич
15. Семинога Анатолий Иванович
16. Терёхин Сергей Анатольевич
17. Сас Сергей Владимирович
18. Таран Виктор Васильевич
19. Зубов Валентин Сергеевич
20. Кирильчук Евгений Иванович
21. Шевчук Сергей Владимирович
22. Яворивский Владимир Александрович
23. Чичков Валерий Михайлович
24. Левцун Владимир Иванович
25. Кожемякин Андрей Анатольевич
26. Ляшко Олег Валерьевич
27. Губский Богдан Владимирович
28. Кальченко Валерий Михайлович
29. Мостипан Ульяна Николаевна
30. Олийнык Владимир Николаевич
31. Швец Виктор Дмитриевич
32. Антипов Олег Николаевич
33. Воротнюк Игорь Борисович
34. Корж Виталий Терентьевич
35. Шлемко Дмитрий Васильевич
36. Курпиль Степан Владимирович
37. Буряк Сергей Васильевич
38. Деревляный Василий Тимофеевич
39. Сушкевич Валерий Михайлович
40. Петренко Вадим Михайлович
41. Васадзе Тариел Шакрович
42. Данилов Алексей Вячеславович
43. Фельдман Александр Борисович
44. Веревский Андрей Михайлович
45. Баграев Николай Георгиевич
46. Немыря Григорий Михайлович
47. Сигал Евгений Яковлевич
48. Луцкий Максим Георгиевич
49. Забзалюк Роман Емельянович
50. Полохало Владимир Иванович
51. Осыка Сергей Григорьевич
52. Шепелев Александр Александрович
53. Лукьянчук Руслан Валериевич
54. Мищенко Сергей Григорьевич
55. Логвиненко Алексей Степанович
56. Зубец Михаил Васильевич
57. Хмельницкий Василий Иванович
58. Скибинецкий Александр Матвей
59. Жеваго Константин Валентинович
60. Вершинина Инга Станиславовна
61. Зубик Владимир Владимирович
62. Куровский Иван Иванович
63. Портнов Андрей Владимирович
64. Един Александр Иосифович
65. Буряк Александр Васильевич
66. Кириленко Иван Григорьевич
67. Крючков Дмитрий Васильевич
68. Костенко Павел Иванович
69. Лебедев Павел Валентинович
70. Абдуллин Александр Рафкатович
71. Писаренко Валерий Владимирович
72. Макиенко Владимир Петрович
73. Крук Юрий Борисович
74. Рыбаков Игорь Александрович
75. Королевская Наталия Юрьевна
76. Толстенко Владимир Леонидович
77. Сенченко Андрей Виленович
78. Шишкина Зоя Леонидовна
79. Кравчук Петр Константинович
80. Трындюк Юрий Григорьевич
81. Гладий Михаил Васильевич
82. Олийнык Святослав Васильевич
83. Лабунская Анжелика Викторовна
84. Бондаренко Елена Федоровна
85. Ткаченко Владимир Владимирович
86. Шаманов Валерий Викторович
87. Выдрин Дмитрий Игнатьевич
88. Зозуля Руслан Петрович
89. Шаго Евгений Петрович
90. Куренной Владимир Константинович
91. Сербин Юрий Сергеевич
92. Борзых Александр Иванович
93. Буджерак Александр Александрович
94. Сивульский Николай Иванович
95. Кузьменко Петр Павлович
96. Пашинский Сергей Владимирович
97. Передерий Вячеслав Григорьевич
98. Надоша Олег Владимирович
99. Скубенко Владимир Петрович
100. Чудновский Виталий Олегович
101. Синченко Сергей Григорьевич
102. Одарич Сергей Олегович
103. Глусь Степан Карлович
104. Потемков Сергей Юрьевич
105. Радковский Олег Владимирович
106. Бирюк Лев Васильевич
107. Стасив Любовь Владимировна
108. Корнийчук Евгений Владимирович
109. Лукашук Олег Григорьевич
110. Денисова Людмила Леонтьевна
111. Ковтуненко Александр Владимирович
112. Полищук Сергей Владимирович
113. Ересько Игорь Геннадиевич
114. Витенко Елена Андреевна
115. Зимин Евгений Игоревич
116. Дончак Владимир Андреевич
117. Камчатный Валерий Григорьевич
118. Константинов Евгений Семенович
119. Замковенко Николай Иванович
120. Боднар Ольга Борисовна
121. Рябека Александр Григорьевич
122. Одарченко Юрий Витальевич
123. Жиденко Игорь Григорьевич
124. Радовец Арнольд Анатолиевич
125. Шустик Елена Юрьевна
126. Белоус Вячеслав Александрович
127. Шовкошитний Владимир Федорович
128. Гнаткевич Юрий Васильевич
129. Добряк Евгений Дмитриевич

### Наша Украина
Фракция блока «Наша Украина» насчитывала 81 депутата (39 из них были депутатами и ВР IV созыва):
1. Ехануров Юрий Иванович
2. Кинах Анатолий Кириллович
3. Тарасюк Борис Иванович
4. Герасимьюк Ольга Владимировна
5. Лыжичко Руслана Степановна
6. Кириленко Вячеслав Анатолиевич
7. Ляпина Ксения Михайловна
8. Катеринчук Николай Дмитриевич
9. Князевич Руслан Петрович
10. Григорович Лилия Степановна
11. Стретович Владимир Николаевич
12. Матвиенко Анатолий Сергеевич
13. Онищук Николай Васильевич
14. Танюк Леонид (Лесь) Степанович
15. Беспалый Борис Яковлевич
16. Ключковский Юрий Богданович
17. Куйбида Василий Степанович
18. Оробец Юрий Николаевич
19. Белозир Оксана Владимировна
20. Майко Виталий Иванович
21. Мартыненко Николай Владимирович
22. Павленко Юрий Алексеевич
23. Бессмертный Роман Петрович
24. Коваль Вячеслав Станиславович
25. Ивченко Алексей Григорьевич
26. Зварыч Роман Михайлович
27. Прокопович Наталия Владимировна
28. Довгий Станислав Алексеевич
29. Черновецкий Леонид Михайлович
30. Горняк Евгений Алексеевич
31. Удовенко Геннадий Иосифович
32. Поляченко Владимир Аврумович
33. Порошенко Петр Алексеевич
34. Шпиг Федор Иванович
35. Левченко Екатерина Борисович
36. Гуреев Василий Николаевич
37. Бондарь Александр Николаевич
38. Марущенко Владимир Станиславович
39. Лановой Владимир Тимофеевич
40. Ющенко Петр Андреевич
41. Третьяков Александр Юрьевич
42. Полянчич Михаил Михайлович
43. Головатый Сергей Петрович
44. Волков Александр Анатолиевич
45. Джемилев, Мустафа
46. Мойсик Владимир Романович
47. Кучеренко Алексей Юрьевич
48. Вязевский Владимир Михайлович
49. Жебровский Павел Иванович
50. Келестин Валерий Васильевич
51. Черноволенко Александр Виленович
52. Гнатенко Лев Николаевич
53. Одайнык Николай Николаевич
54. Король Виктор Николаевич
55. Артеменко, Юрий Анатольевич
56. Аржевитин Станислав Михайлович
57. Борисов Валерий Дмитриевич
58. Горошкевич Александр Сергеевич
59. Кендзер Ярослав Михайлович
60. Заплатинский Владимир Михайлович
61. Омельченко Александр Александрович
62. Яковина Николай Михайлович
63. Ружицкий Антон Матвей
64. Довгий Тарас Алексеевич
65. Зейналов Эдуард Джангирович
66. Федун Алексей Леонидович
67. Гуменюк Олег Иванович
68. Степанов Геннадий Сергеевич
69. Жвания, Давид Важаевич
70. Лопушанский Андрей Ярославович
71. Кроль Игорь Иванович
72. Чубаров Рефат Абдурахманович
73. Карпук Владимир Георгиевич
74. Поживанов Михаил Александрович
75. Сокирко Николай Васильевич
76. Богашева Наталия Владиславовна
77. Тополов Виктор Семенович
78. Шкрибляк Анатолий Васильевич
79. Круць Николай Федорович
80. Шкутяк Зиновий Васильевич
81. Давымука Степан Антонович

### Социалистическая партия Украины
Фракция СПУ насчитывала 33 депутата (14 из них были депутатами и ВР IV созыва):
1. Мороз, Александр Александрович
2. Семенюк, Валентина Петровна
3. Николаенко, Станислав Николаевич
4. Сподаренко, Иван Васильевич
5. Червонопиский, Сергей Васильевич
6. Винский, Иосиф Викентиевич
7. Бокий, Иван Сидорович
8. Бойко, Владимир Семенович
9. Деркач, Андрей Леонидович
10. Малиновский, Алексей Петрович
11. Бульба, Степан Степанович
12. Цушко, Василий Петрович
13. Кунченко, Алексей Петрович
14. Рудьковский, Николай Николаевич
15. Гончаров, Михаил Александрович
16. Гармаш, Галина Федоровна
17. Волга, Василий Александрович
18. Мендусь, Ярослав Петрович
19. Бугаец, Анатолий Александрович
20. Барановский, Александр Петрович
21. Бондарчук, Иван Николаевич
22. Сильченко, Василий Андреевич
23. Садовый, Николай Ильич
24. Мордовец, Леонид Михайлович
25. Матвиенков, Сергей Анатольевич
26. Чукмасов, Сергей Александрович
27. Тарасов, Владимир Владимирович
28. Шибко Виталий Яковлевич
29. Филиндаш, Евгений Васильевич
30. Поляков, Василий Леонидович
31. Кузьменко, Сергей Леонидович
32. Данилин, Николай Алексеевич
33. Чмырь, Сергей Михайлович

### Коммунистическая партия Украины
Фракция КПУ насчитывала 21 депутата (16 из них были депутатами и ВР IV созыва):
1. Симоненко Петр Николаевич
2. Мартынюк Адам Иванович
3. Герасимов Иван Александрович
4. Самойлик Екатерина Семеновна
5. Парубок Емельян Никонович
6. Заклунная-Мироненко Валерия Гавриловна
7. Голубь Александр Владимирович
8. Матвеев Валентин Григорьевич
9. Ткаченко Александр Николаевич
10. Цыбенко Петр Степанович
11. Кравченко Николай Васильевич
12. Наливайко Анатолий Михайлович
13. Килинкаров Спиридон Павлович
14. Алексеев Игорь Викторович
15. Борщевский Виктор Валентинович
16. Мармазов Евгений Васильевич
17. Александровская Алла Александровна
18. Пономаренко Георгий Григорьевич
19. Грач Леонид Иванович
20. Оплачко Владимир Николаевич
21. Бабурин Алексей Васильевич